# Communistische Partij van Chili
Communistische Partij van Chili (Spaans: Partido Comunista de Chile) is een communistische politieke partij in Chili. De leider van de partij is Guillermo Tellier. De partij publiceert het El Siglo en de jongerenorganisatie gelieerd aan de partij is Juventudes Comunistas de Chile (JJCC).
De partij is opgericht in 1912 door Luis Emilio Recabarren. Een prominent lid was lange tijd de schrijver Pablo Neruda. De partij was onderdeel van het Volksfront dat in 1970 de kandidatuur van Salvador Allende steunde. Onder de dictatuur van Augusto Pinochet (1973-1990) was de partij verboden.
Momenteel organiseert de partij de demonstraties tegen president Sebastián Piñera. De partij heeft 3 afgevaardigden in het parlement, 12 in de kamer van afgevaardigden, 12 zetels in de regionale raden en 157 zetels in de gemeenteraden. Ook levert de partij 6 burgemeesters.

## Verkiezingsuitslagen
| Jaar | Aantal afgevaardigden (totaal aantal zetels tussen haakjes) | Aantal senatoren (totaal aantal zetels tussen haakjes) |
| ---- | ----------------------------------------------------------- | ------------------------------------------------------ |
| 1918 | 0 (118)                                                     | —                                                      |
| 1921 | 2 (118)                                                     | —                                                      |
| 1924 | 0 (118)                                                     | —                                                      |
| 1925 | 9 (132)                                                     | —                                                      |
| 1937 | 6 (146)                                                     | 1 (45)                                                 |
| 1941 | 16 (147)                                                    | 4 (45)                                                 |
| 1945 | 15 (147)                                                    | 5 (45)                                                 |
| 1957 | 4 (147)                                                     | 147 (45)                                               |
| 1961 | 16 (147)                                                    | 4 (45)                                                 |
| 1965 | 18 (147)                                                    | 6 (45)                                                 |
| 1969 | 22 (150)                                                    | 6 (50)                                                 |
| 1973 | 25 (150)                                                    | 9 (50)                                                 |
| 1993 | 0 (120)                                                     | 0 (38)                                                 |
| 1997 | 0 (120)                                                     | 0 (38)                                                 |
| 2001 | 0 (120)                                                     | 0 (38)                                                 |
| 2005 | 0 (120)                                                     | 0 (38)                                                 |
| 2009 | 3 (120)                                                     | 0 (138)                                                |
| 2013 | 6 (120)                                                     | 0 (38)                                                 |